# Dimos Lemnos
Dimos Lemnos (Lemnos) är en kommun i Grekland.   Den ligger i prefekturen Nomós Lésvou och regionen Nordegeiska öarna, i den östra delen av landet, 250 km nordost om huvudstaden Aten. Antalet invånare är 17 545. Arean är 478 kvadratkilometer.
Terrängen i Dimos Lemnos är platt österut, men västerut är den kuperad.